# Bombus convexus
Bombus convexus (saknar svenskt namn) är en insekt i överfamiljen bin (Apoidea) och släktet humlor (Bombus) som lever i Centralasien.

## Beskrivning
Bombus convexus är en liten humla med lång tunga; drottningen är mellan 12 och 16 mm lång, arbetarna mellan 10 och 12 mm, och hanarna blir omkring 13 mm långa. Huvudet är övervägande vitt; mellankroppen vit framtill och på sidorna, svart baktill; bakkroppen övervägande vit utom bakre delen av andra tergiten och hela tredje, som är svarta. Hanen har dock håren på bakkroppen efter det svarta bandet med omväxlande svarta och vita spetsar så pälsen verkar mera gråaktig. Han har dessutom större ögon än honan. Båda könen har ljusbruna vingar.

## Ekologi
Humlan besöker blommor från ett flertal familjer: Korgblommiga växter som tistlar, kaprifolväxter som tryar, gentianaväxter, kransblommiga växter som salvior samt snyltrotsväxter som spiror. Den är vanlig på den tibetanska högplatån och i bergen på höjder mellan 2 400 och 4 500 m. Flygperioden varar från juni till slutet av september.

## Utbredning
Bombus convexus finns från östra Tibet till de kinesiska provinserna Qinghai, Gansu, Sichuan och Yunnan. Den har även påträffats i regionen Xinjiang.